# Bernard VI de Comminges
Pour les articles homonymes, voir Bernard de Comminges et Bernard VI.
Bernard VI de Comminges, mort entre 1295 et 1300, est comte de Comminges de 1241 à 1295.

## Biographie
Bernard VI est le fils unique né du mariage du comte Bernard V de Comminges avec Cécile de Foix, fille du comte Raymond-Roger de Foix, mariés le 6 mai 1224. À la mort de son père, le 30 novembre 1241, il lui succède à la tête du comté de Comminges.  Bernard VI prête hommage au comte Raymond VII de Toulouse le 4 décembre suivant.
Il fut à l'origine de nombreuses bastides comtales comme Lestelle-de-Saint-Martory (1243), Mondilhan (1264), Boussens (1269), Montesquieu-Avantès (1272), Lacave (1273), Nénigan (1282)...
En 1295, après plus de 53 années à la tête du comté, Bernard VI abandonne les rênes du pouvoir à son fils aîné, le futur Bernard VII. Le 20 mars de cette même année, à Muret, il lui fait donation de toutes ses terres et demande par écrit au roi Philippe IV le Bel d'approuver cette cession et de recevoir l'hommage de son successeur.

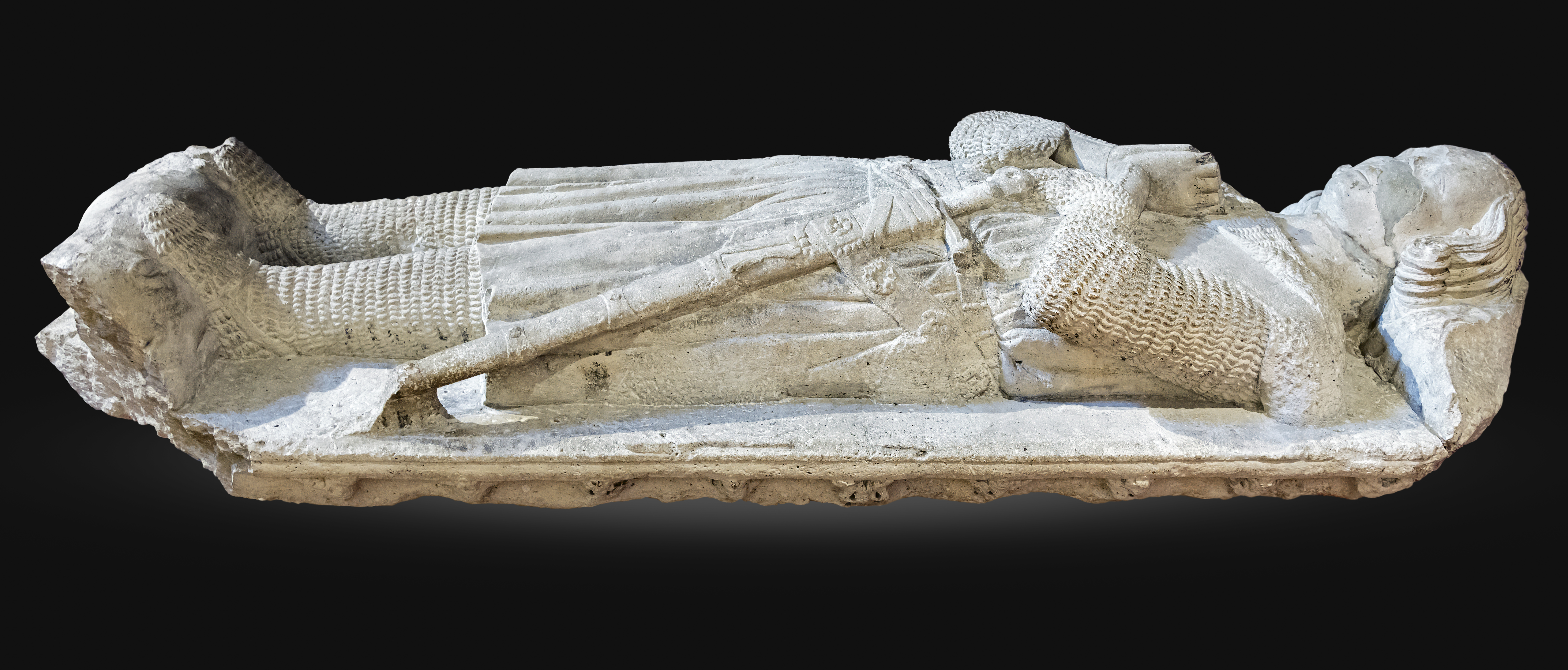
Gisant solidaire d'une dalle d'un comte Bernard de Comminges, provenant de l'abbaye cistercienne de Bonnefont, aujourd'hui conservé au musée des Augustins de Toulouse. Le gisant est attribué à Bernard VI ou Bernard VII.

Bernard VI meurt peu après, avant le 5 mars 1300. Il est inhumé à l'abbaye de Bonnefont, où reposaient déjà deux de ses prédécesseurs, Bernard II (mort avant 1153) et son propre père Bernard V (mort en 1241). Le gisant d'un comte Bernard de Comminges, provenant de ce monastère et à présent conservé au musée des Augustins de Toulouse, est attribué à Bernard VI ou son fils Bernard VII (mort en 1312), également enseveli à Bonnefont,,.

## Mariage et enfants
Le comte Bernard VI avait épousé très jeune, avant le 26 août 1245, une dénommée Thérèse, comme le révèle à cette date une charte par laquelle Amatus, premier vacher de la comtesse Tareze, obtient de l'abbé de Lézat la permission de faire paître son troupeau sur les possessions du monastère,. Les origines familiales de cette comtesse ne sont pas connues. L'historien Philippe de Latour — pour qui le prénom de la dame serait plutôt Sérène — estime d'après le contexte du document qu'elle pourrait appartenir à la branche des Comminges-Couserans.
Le couple eut au moins six enfants :
- Bernard VII (mort en 1312), comte de Comminges de 1295 à 1312 ;
- Pierre-Raymond, attesté le 6 mai 1284, probablement mort sans postérité avant 1291, puisqu'il n'est pas mentionné aux côtés de ses frères Bernard et Arnaud-Roger dans le testament de leur sœur Mascarose, comtesse de Rodez[13] ;
- Arnaud Roger (mort à Orvieto, le 3 octobre 1298), chanoine régulier, puis prévôt (avant mai 1291) du chapitre de la cathédrale Saint-Étienne de Toulouse, élu évêque de Toulouse avant le 25 octobre 1297, sacré à Rome par le pape Boniface VIII le 16 mars 1298; mort sans avoir pris possession de son siège épiscopal; inhumé dans l'église du couvent des Frères mineurs de Samatan[14] ;
- Mascarose (teste en mars 1291), épouse, par contrat passé à l'Isle d'Albigeois le 12 octobre 1270 Henri II, comte de Rodez; inhumée dans l'église du couvent des Cordeliers de Rodez[15] ;
- Séguine (ou Seguina, Seguis) (morte le 6 décembre 1313[16]), mentionnée dans le testament de sa sœur Mascarose en 1291[17]; religieuse au prieuré fontevriste de Saint-Laurent en Comminges; le pape Clément V charge le 23 décembre 1312 l'archevêque d'Auch de négocier une transaction entre le prieuré et les héritiers du défunt comte Bernard VII, frère de Séguine, à propos des droits d'héritage de celle-ci[18],[note 1]; la plaque obituaire de Séguine est conservée dans le chœur de l'église de Saint-Laurent[16] ;
- Rubea (parfois francisé en Rouge ou Rougette) (morte le 31 octobre 1309[19]), mentionnée dans le testament de sa sœur Mascarose en 1291[17], religieuse (attestée 1291), puis abbesse de l'abbaye cistercienne de Fabas (1299-1309); inhumée dans le chapitre de l'abbaye de Fabas; sa dalle funéraire gravée à son effigie[note 2] est conservée dans une maison privée de Fabas[note 3],[20],[21].